# بيت محي الدين (الرضمة)

تعديل مصدري - تعديل

بيت محي الدين محلة تابعة لقرية بيت محي الدين، التابعة لعزلة يحير بمديرية الرضمة إحدى مديريات محافظة إب في الجمهورية اليمنية.، بلغ تعداد سكانها 380 حسب تعداد اليمن لعام 2004.